# Comahuesuchidae
Los comahuesúquidos (Comahuesuchidae) son una familia de arcosaurios mesoeucocodrilios notosuquios, que vivieron desde el Aptiense hasta el Santoniense, en África y Sudamérica. Comahuesuchus es homónimo del clado Comahuesuchidae. Sereno y otros sugirieron que Comahuesuchus y Anatosuchus eran ambos comahuesúquidos, pero el trabajo de Martinelli y Andrade y otros, ha sugerido que A. minor no es un comahuesúquido. Es probable que Comahuesuchus estuviera más estrechamente vinculado a Mariliasuchus. 